# Commandant en chef (roman)
Commandant en chef (Commander in Chief) est un techno-thriller de l'écrivain américain Mark Greaney dans l'univers créé par Tom Clancy et paru en 2015. Ce roman fait partie de la saga Ryan ayant pour héros Jack Ryan.
Le roman est traduit en français par Jean Bonnefoy et paraît en deux volumes aux Éditions Albin Michel en 2017.

## Résumé
Des éco-terroristes coulent un supertanker en Lituanie. Au Venezuela, un procureur est sauvagement assassiné. Des pseudo-milices d'extrême-droite font des dizaines de morts dans l'attaque d'un train blindé russe. A Bruxelles, un attentat vise les institutions européennes.
Aux quatre coins de la planète, un seul et même objectif : déstabiliser l'équilibre international au profit de Volodine, le maître du Kremlin, prêt à tout pour récupérer les marchés de l'énergie, au risque de déclencher une troisième guerre mondiale.

Tandis que les services secrets tentent l'impossible pour remonter aux sources du chaos, Jack Ryan se bat pour rassembler une coalition de nations décidées à abattre l'ennemi car la liberté du monde occidental est en jeu.